# F073 Wele-Nzas
 (juillet 2023).
La mise en forme du texte ne suit pas les recommandations de Wikipédia : il faut le « wikifier ».
Les points d'amélioration suivants sont les cas les plus fréquents :
- Les titres sont pré-formatés par le logiciel. Ils ne sont ni en capitales, ni en gras.
- Le texte ne doit pas être écrit en capitales (les noms de famille non plus), ni en gras, ni en italique, ni en « petit »…
- Le gras n'est utilisé que pour surligner le titre de l'article dans l'introduction, une seule fois.
- L'italique est rarement utilisé : mots en langue étrangère, titres d'œuvres, noms de bateaux, etc.
- Les citations ne sont pas en italique mais en corps de texte normal. Elles sont entourées par des guillemets français : « et ».
- Les listes à puces sont à éviter, des paragraphes rédigés étant largement préférés. Les tableaux sont à réserver à la présentation de données structurées (résultats, etc.).
- Les appels de note de bas de page (petits chiffres en exposant, introduits par l'outil «  Source ») sont à placer entre la fin de phrase et le point final[comme ça].
- Les liens internes (vers d'autres articles de Wikipédia) sont à choisir avec parcimonie. Créez des liens vers des articles approfondissant le sujet. Les termes génériques sans rapport avec le sujet sont à éviter, ainsi que les répétitions de liens vers un même terme.
- Les liens externes sont à placer uniquement dans une section « Liens externes », à la fin de l'article. Ces liens sont à choisir avec parcimonie suivant les règles définies. Si un lien sert de source à l'article, son insertion dans le texte est à faire par les notes de bas de page.
- La présentation des références doit suivre les conventions bibliographiques. Il est recommandé d'utiliser les modèles {{Ouvrage}}, {{Chapitre}}, {{Article}}, {{Lien web}} et/ou {{Bibliographie}}. Le mode d'édition visuel peut mettre en forme automatiquement les références.
- Insérer une infobox (cadre d'informations à droite) n'est pas obligatoire pour parachever la mise en page.

Pour une aide détaillée, merci de consulter Aide:Wikification.
Si vous pensez que ces points ont été résolus, vous pouvez retirer ce bandeau et améliorer la mise en forme d'un autre article.
 (juillet 2023).
Wele-Nzas (F073) est une frégate de la marine équato-guinéenne. La frégate est de construction bulgare, mais modifiée par l'entreprise Ukrainienne Asaba Design Centre. La frégate est entrée en service le 3 juin 2014.

## Histoire
Le navire est construit à Varna en Bulgarie par MTG Dolphin. Sa mise à l'eau a lieu le 21 mai 2012 et son lancement le 26 février 2013. Elle est utilisée un premier temps en tant que navire de recherche et de sauvetage.
La marine équato-guinéenne demande à l'entreprise ukrainienne Asaba Design Centre, basé à Mykolaiv, d'effectuer des modifications pour lui permettre de combattre.
Le navire est modifié au chantier naval Astilleros de Guinea Ecuatorial S.A. (ASABA). Les modifications comprennent l'armement.
Le 3 juin 2014, la frégate entre dans la marine équato-guinéenne sous le nom Wele-Nzas, reprenant le nom d'une des régions du pays.
Le président Teodoro Obiang Nguema Mbasogo présente le navire comme le fleuron de la marine équato-guinéenne.
Le rôle de la frégate est de protéger les eaux territoriales de la Guinée équatoriale, et de permettre de dissuader les pirates navigant près des côtes africaines,,,.

## Équipements
Canons :
- 2x AK-176 de 76mm
- 2x AK-630M de 30mm

Lance roquettes multiple :
- MS-277 de 122mm

Radars :
- Pozitiv U
- DELTA-M
- Cascade

## Sources
1. ↑  (en) Stephen Saunders, IHS Jane's Fighting Ships 2015-2016, Jane's Information Group, 2015, 1040 p. (ISBN 978-0-7106-3143-5), p. 234
2. ↑  (en) Paul Pryce, « Africa’s Newest Navy » , 10 juillet 2014 (consulté le 2023)
3. ↑  (uk) « Фрегат Wele Nzas » ,‎ 11 août 2019 (consulté le 2023)
4. ↑  (en) Kerry Herschelman, « Equatorial Guinea inducts new frigate » , 19 juin 2014 (consulté le 2023)